# Hypolimnas parva
Hypolimnas parva är en fjärilsart som beskrevs av Aurivillius 1920. Hypolimnas parva ingår i släktet Hypolimnas och familjen praktfjärilar. Inga underarter finns listade i Catalogue of Life.